# Lepista
Lepista (Fr.) W. G. Sm. (gąsówka) – rodzaj grzybów z rzędu pieczarkowców (Agaricales).

## Cechy charakterystyczne
Według 10 edycji Dictionary of the Fungi do rodzaju Lepista należy około 50 gatunków. Naziemne grzyby saprotroficzne. Kapelusze suche, częściowo higrofaniczne. Grzyby z kształtu podobne do Tricholoma (gąski) i Clitocybe (lejkówki). Blaszki od zatokowato przyrośniętych do zbiegających. Wysyp zarodników biały, kremowy do cielistoróżowego, nieamyloidalny. Zarodniki szorstkie, rzadko gładkie, okrągławe do eliptycznych, bez pory rostkowej, trama blaszek regularna (strzępki biegną równolegle).

## Systematyka i nazewnictwo
Pozycja w klasyfikacji według Index Fungorum: Incertae sedis, Agaricales, Agaricomycetidae, Agaricomycetes, Agaricomycotina, Basidiomycota, Fungi.
Polską nazwę nadali Barbara Gumińska i Władysław Wojewoda w 1983 r. W polskim piśmiennictwie mykologicznym gatunek ten opisywany był też jako bedłka, gąska, lejkówka, różanka. Synonimy naukowe: Paralepista Raithelh., Paxillus sect. Lepista Fr., Rhodopaxillus Maire.
Gatunki występujące w Polsce:
- Lepista densifolia (J. Favre) Singer & Clémençon 1973 – gąsówka białobeżowa
- Lepista glaucocana (Bres.) Singer 1951 – gąsówka bladoniebieskawa
- Lepista irina (Fr.) H.E. Bigelow 1959 – gąsówka irysowa
- Lepista luscina (Fr.) Singer 1951 – gąsówka szarobrązowa
- Lepista nuda (Bull.) Cooke 1871 – gąsówka fioletowawa
- Lepista panaeolus (Fr.) P. Karst. 1879 – gąsówka kołpaczkowata[6]
- Lepista personata (Fr.) Cooke 1871 – gąsówka dwubarwna
- Lepista sordida (Schumach.) Singer 1951 – gąsówka brudnofioletowa
- Lepista tarda (Peck) Murrill 1917[7]
- Lepista vernicosa (Fr.) Bon 1996 – gąsówka ziarnista

Nazwy naukowe na podstawie Index Fungorum. Wykaz gatunków i nazwy polskie według Władysława Wojewody i innych.

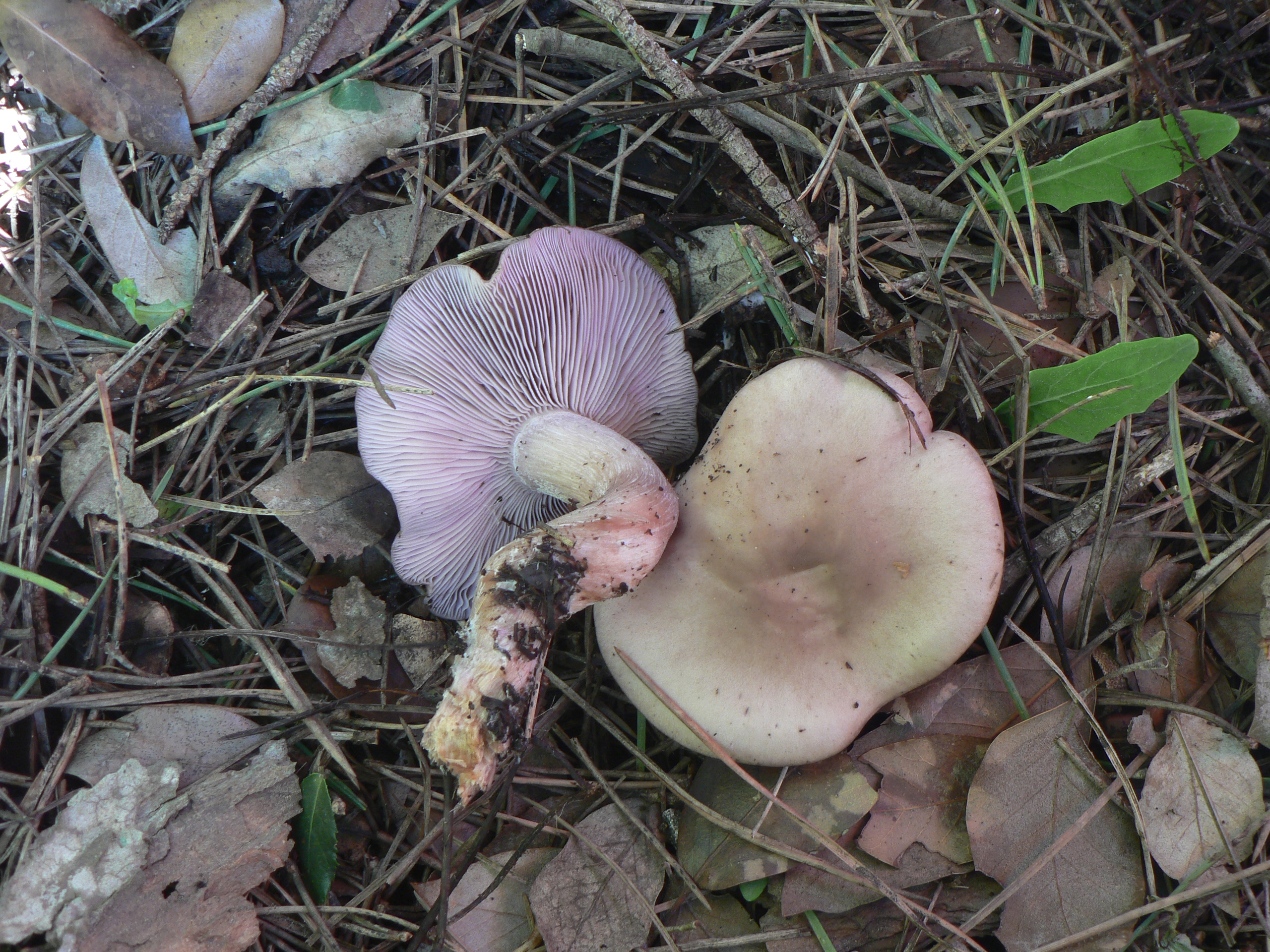
Gąsówka brudnofioletowa (Lepista sordida)
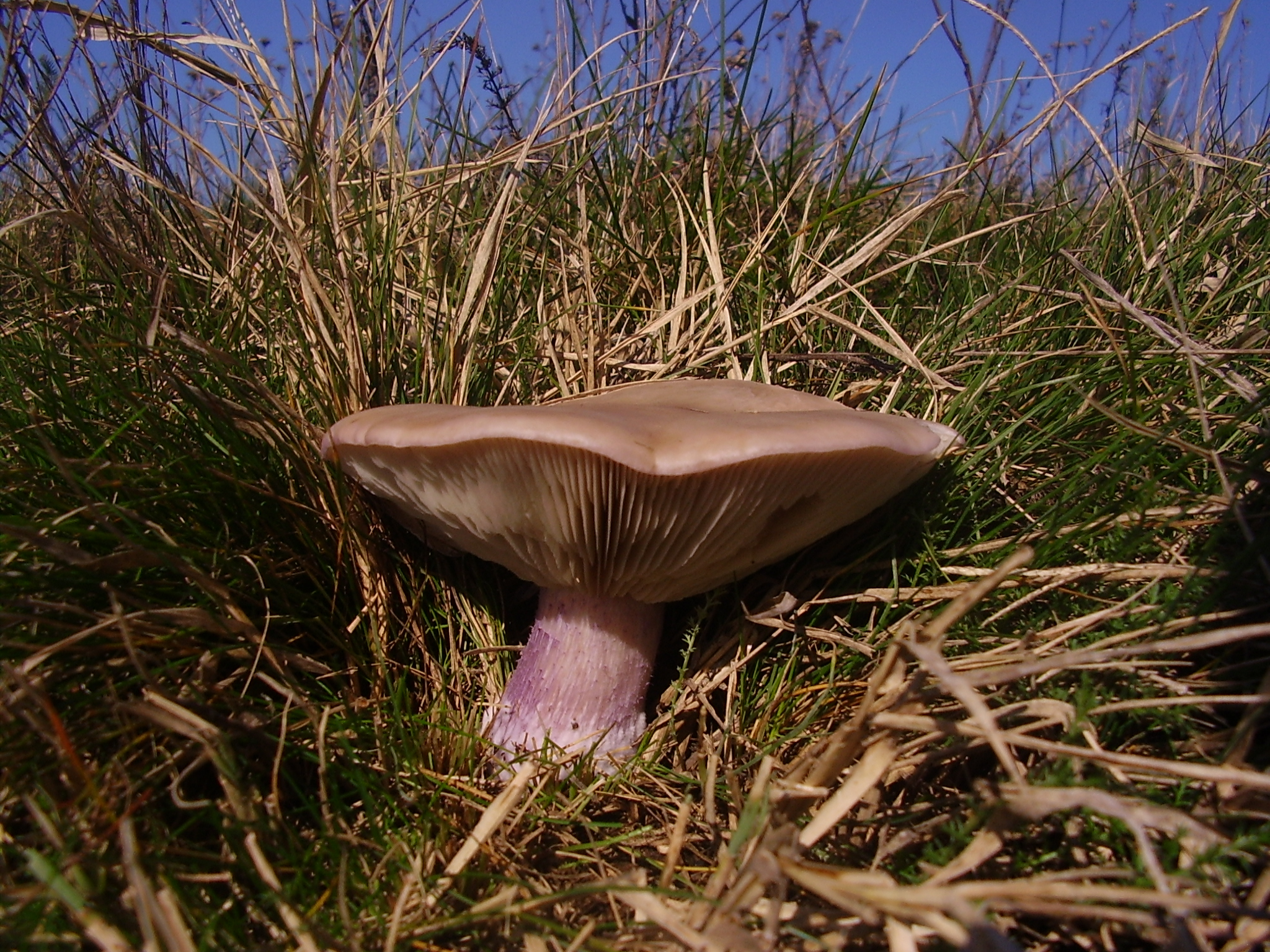
Gąsówka dwubarwna (Lepista personata)
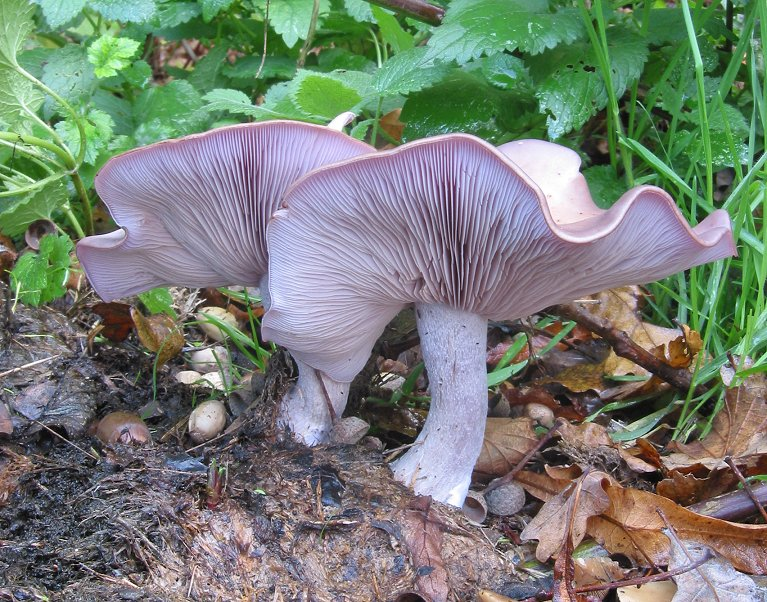
Gąsówka fioletowawa (L. nuda)
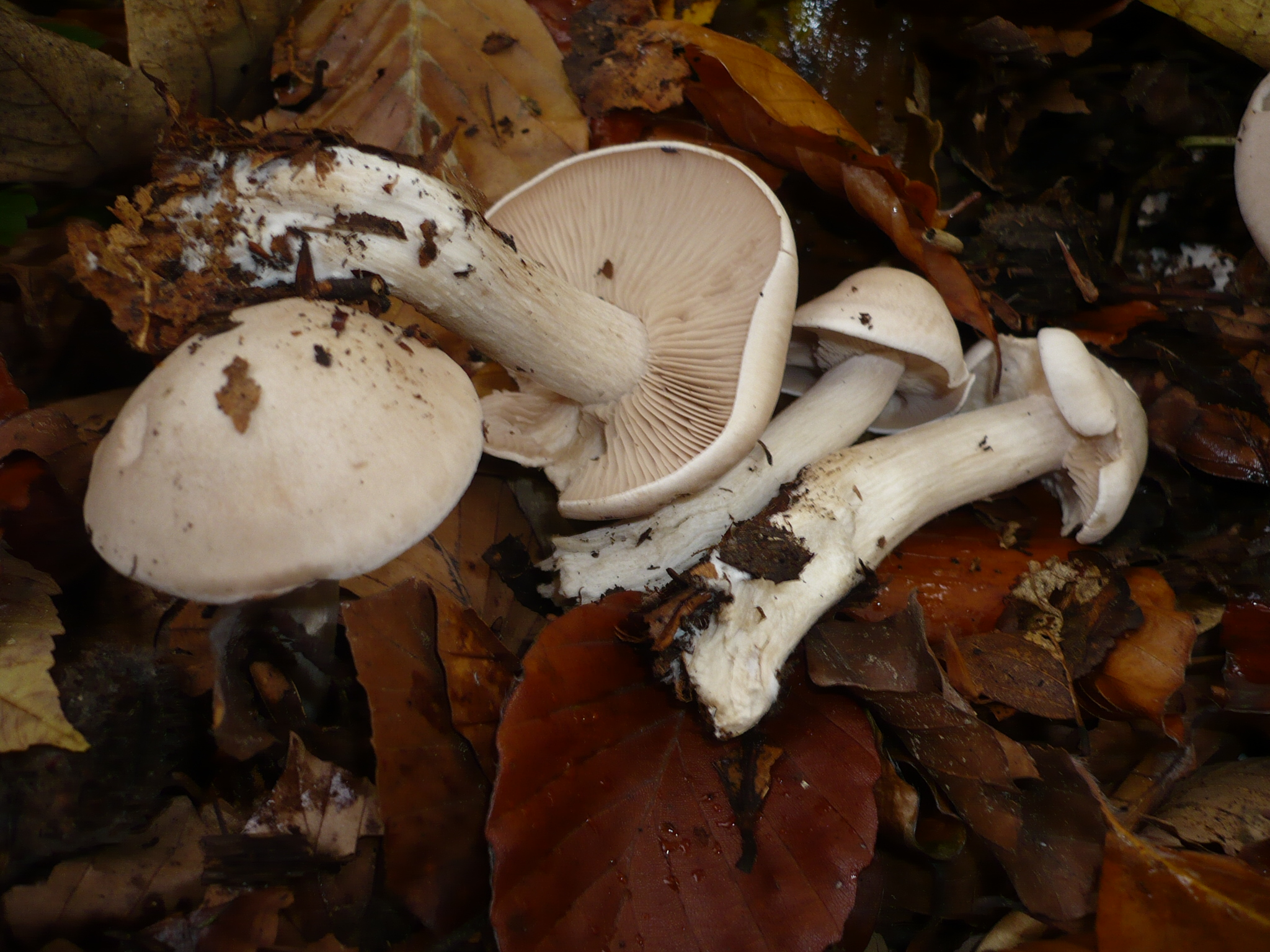
Gąsówka irysowa (L. irina)
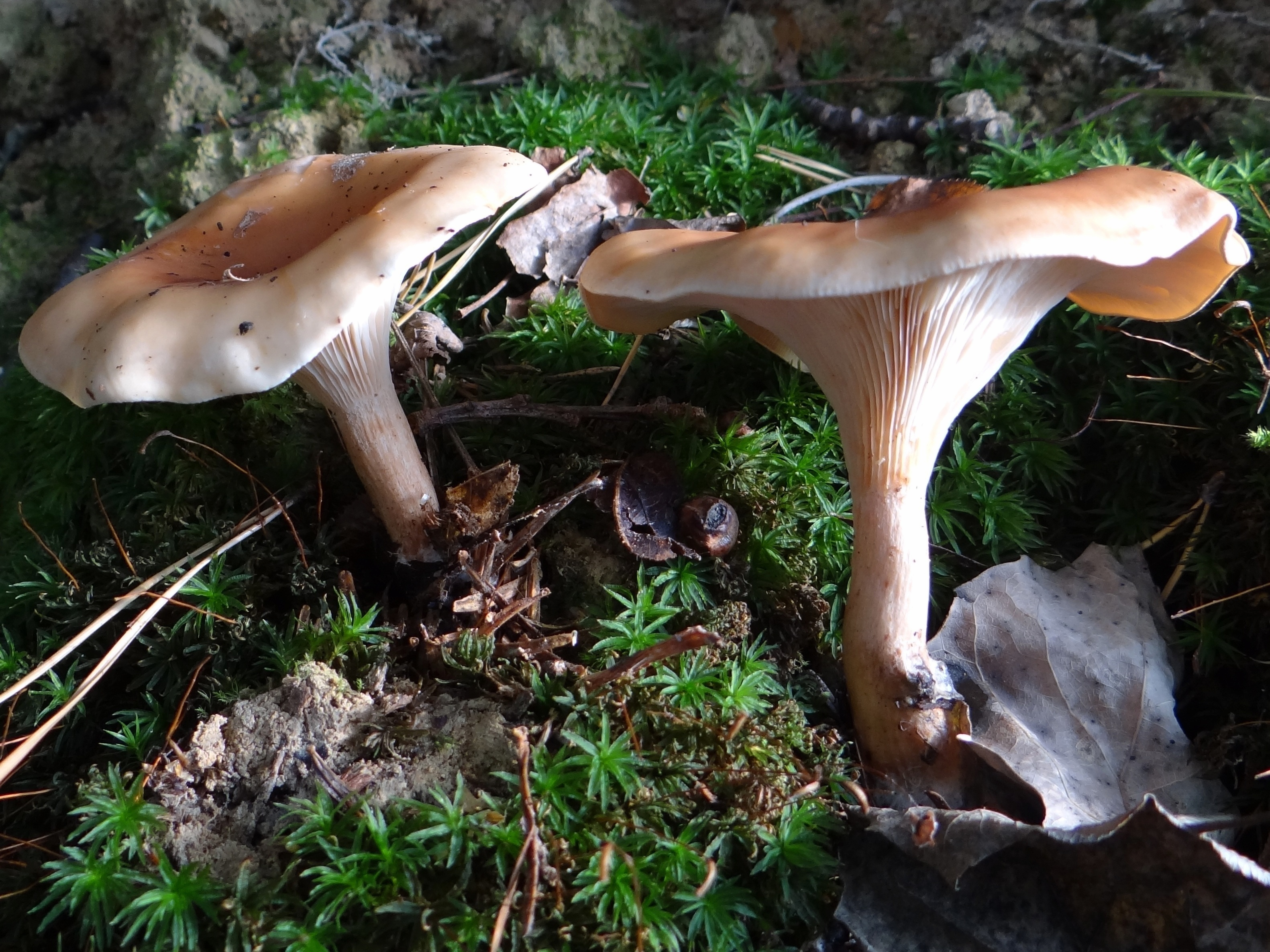
Gąsówka rudawa (L. flaccida)
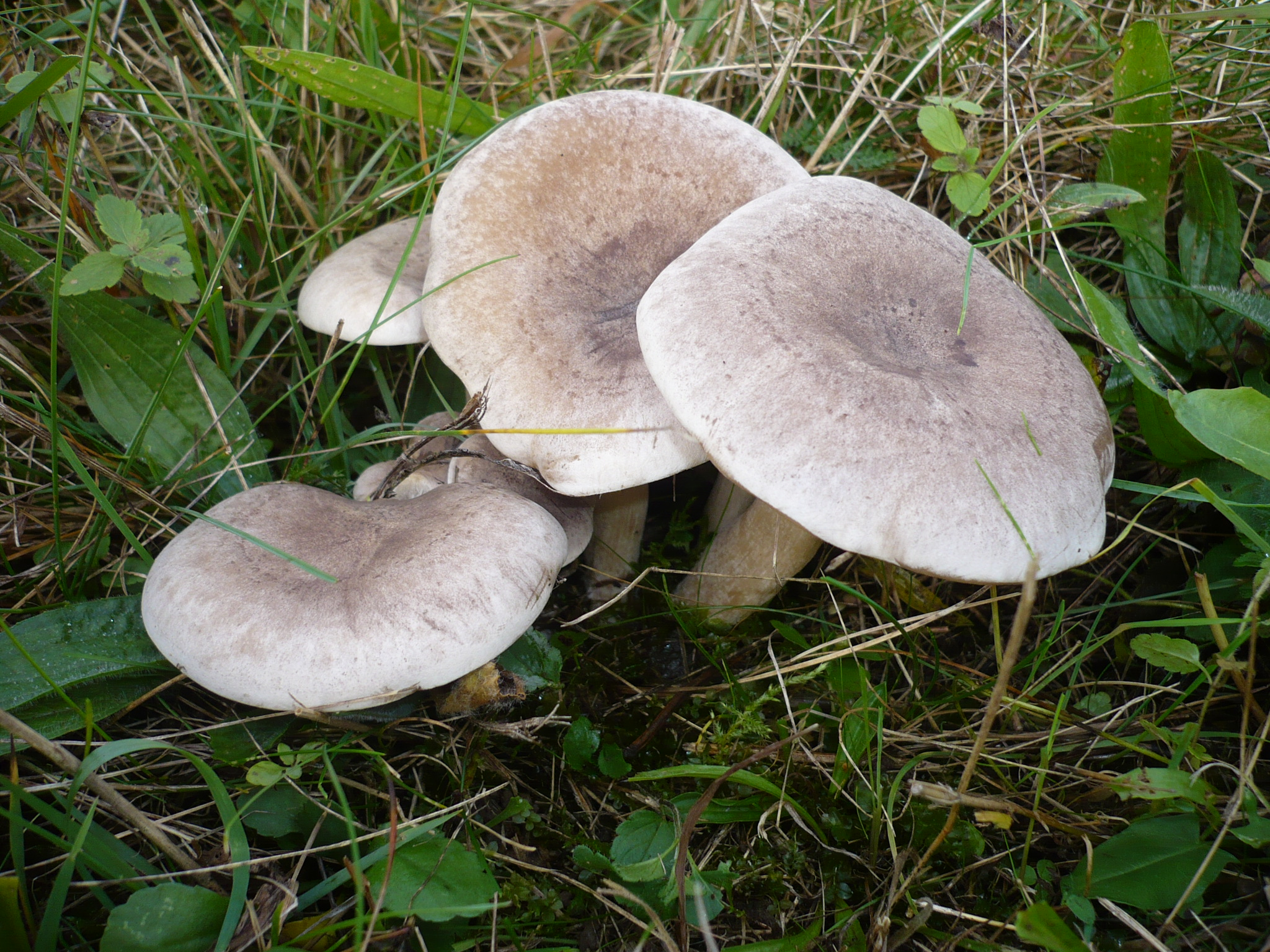
Gąsówka szarobrązowa (L. luscina)